# Álgebra de Lie modular
En matemáticas, un álgebra de Lie modular es un álgebra de Lie sobre un campo de característica positiva.
La teoría de las álgebras de Lie modulares es significativamente diferente de la teoría de las álgebras de Lie reales y complejas. Esta diferencia se puede atribuir a las propiedades del automorfismo de Frobenius y al fracaso del mapa exponencial para establecer una conexión estrecha entre las propiedades de un álgebra de Lie modular y el grupo algebraico correspondiente.
Aunque Nathan Jacobson inició un estudio serio de las álgebras modulares de Lie en la década de 1950, su teoría de representación en el caso semisimple avanzó recientemente debido a las influyentes conjeturas de Lusztig, que a 2007 han sido parcialmente probados.